# Lepetane
Lepetane su mjesto u Boki kotorskoj, Crna Gora.

## Zemljopisni položaj
Nalazi se na 42° 27' 55" sjeverne zemljopisne širine i 18° 41' 9" istočne zemljopisne dužine, na 244 metra nadmorske visine, u prolazu Verige.

## Povijest
Ime	Lepetane dolazi od rodnoga imena „Lepetan” zabilježenog u Perastu. Radonja Radosalić Lepetan spominje se 1458. godine kao posjednik kod Svetoga Lovrjenca. Od 1546. ustaljuje se naziv Lepetani kao ime naselja, ali je u mjesnoj uporabi češći oblik Lepetane.

## Stanovništvo

### Nacionalni sastav po popisu 2003.
- Hrvati - 63
- Srbi - 59
- Crnogorci - 50
- neopredijeljeni - 14
- ostali - 8

## Poznate osobe
- Lazar Tomanović, crnogorski premijer, ministar, publicist
- Ilija Damjanović, istaknuti pomorac i iseljenički djelatnik

### Članci
- Vidović, Domagoj. 2020. Pogled u tivatsku toponimiju. Studia lexicographica. Leksikografski zavod Miroslav Krleža. Zagreb. 14 (26): 65–89